# Église Saint-Pierre du Mesnil-Caussois
L'église Saint-Pierre du Mesnil-Caussois est une église catholique située au Mesnil-Caussois, en France.

## Localisation
L'église est située dans le département français du Calvados, dans le bourg du Mesnil-Caussois.

## Historique
La construction de l'église date du XIVe - XVIe siècle.
L'édifice est inscrit en totalité au titre des Monuments historiques depuis le 5 décembre 1973.